# Església de la Mare de Déu de la Pau de Castellitx
L'església de la Mare de Déu de la Pau de Castellitx és una església d'Algaida (Mallorca) situada a l'antiga alqueria de Castellitx, de la qual pren el nom. Es tracta d'una petita església a fora vila que respon a la tipologia de les esglésies de repoblament.

## Història
Culminada la Conquesta de Mallorca, calia poblar el territori de nous colons per treure'n rendiment. Atès que sembla que en aquell temps a Mallorca no hi havia viles, una primera estratègia de colonització fou la de poblar totes les alqueries i rafals existents i distribuir arreu de l'illa tot un seguit d'esglésies rurals per a aquests pobladors. Així, la butla d'Innocenci IV del 1248 establí la creació de 28 parròquies a la Part Forana, una de les quals fou l'església de l'alqueria de Castellitx, inicialment sota l'advocació de Sant Pere i Sant Pau.
Amb les Ordinacions de Jaume II i la consolidació d'una pobla a l'alqueria d'Algaida, el centre polític es desplaçà de Castellitx a Algaida, i també la titularitat de la parròquia passà a l'església d'Algaida. D'aquesta manera, l'església de Castellitx passà a tenir la funció de santuari o ermita.

## Descripció
Està situada dalt d'un pujol que domina visualment les valls de l'entorn. Es tracta d'una església de la qual can diferenciar dues parts: un primer cos original, que data del moment del repoblament, i el presbiteri, resultat d'una reforma del segle xvii. El presbiteri és cobert de volta de canó, mentre que el cos original tenen una teulada de dos aiguavessos sostenguda per un arc diafragmàtic apuntat amb decoració de puntes de diamants i de cadena estriada amb motius vegetals.
El portal de l'església és precedit d'un porxo de planta quadrada i dos aiguavessos, i es recolza sobre una columna poligonal. S'hi accedeix pel que era abans el cementiri amb un portal d'arc rebaixat decorat amb simples motlures. Un arc de mig punt construït amb dovelles, ornamentades amb puntes de diamant esculpides a la pedra, obre l'accés a l'església.
El retaule que decorava el presbiteri, restaurat el 1998 i actualment conservat a l'església d'Algaida, és dedicat a Sant Pere i Sant Pau, i conté, a més de les imatges dels dos sants, escenes al·lusives a les seves vides i una representació de l'Anunciació. Es tracta d'una obra gòtica del segle xv atribuïble a Joan Pellisser. Pel que fa a la imatge de la Mare de Déu de la Pau, que es trobava a la part central del presbiteri, data de 1430 i també es conserva a l'església d'Algaida.

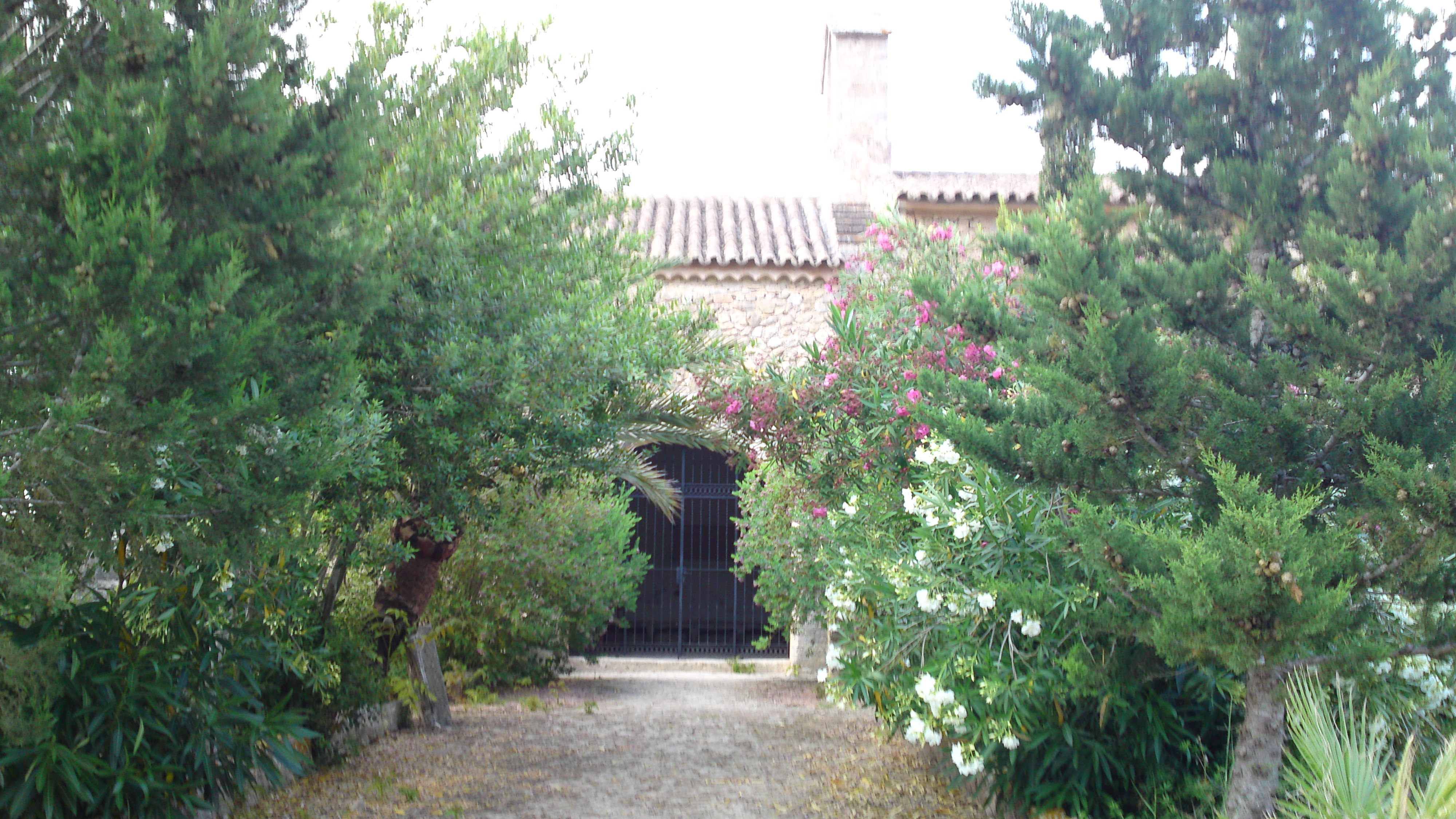
Una vista del corral
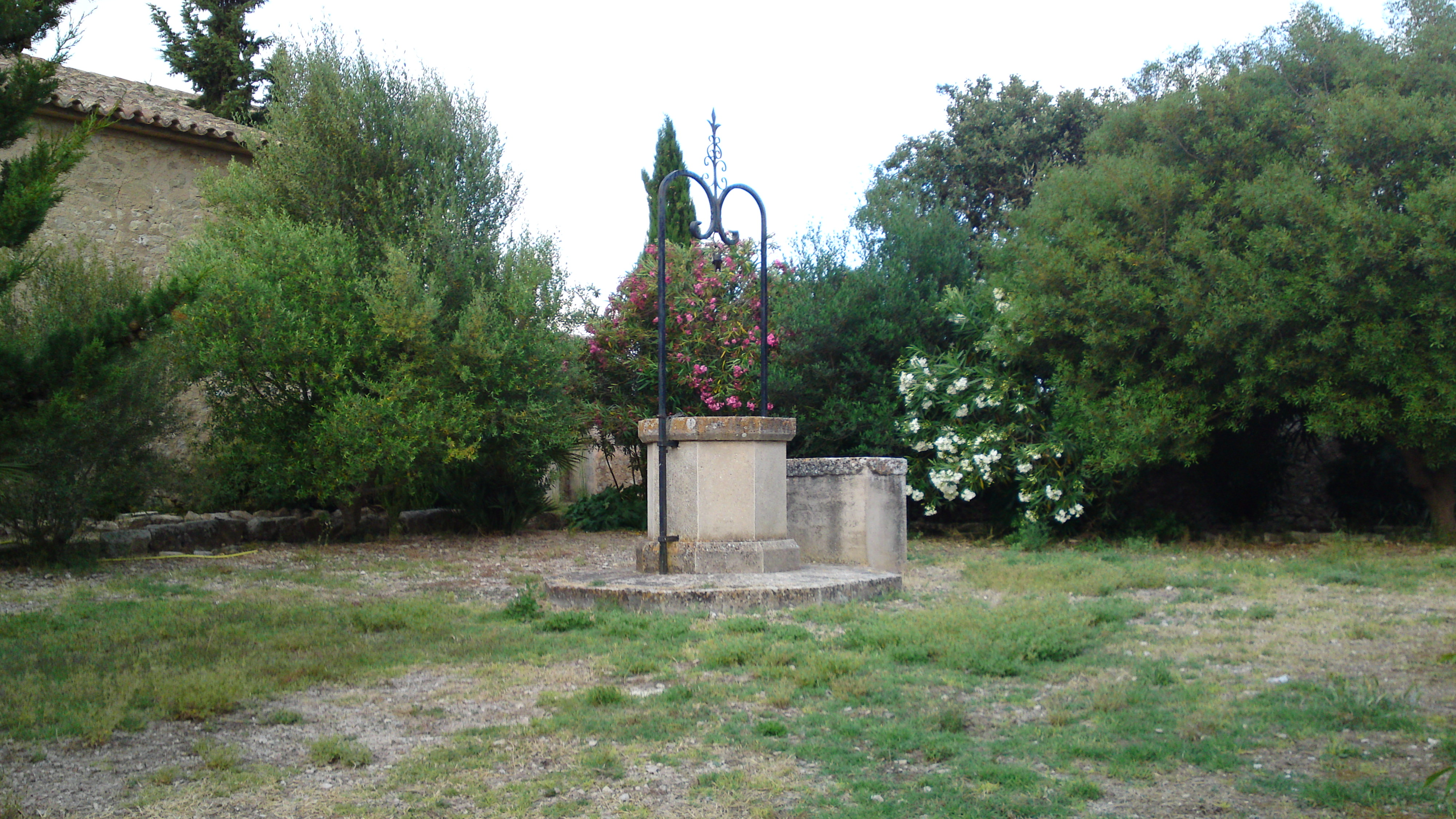
La cisterna